# 4665 Муінонен
4665 Муінонен (4665 Muinonen) — астероїд головного поясу, відкритий 15 жовтня 1985 року.
Тіссеранів параметр щодо Юпітера — 3,219.